# Herito
Herito – kwartalnik poświęcony dziedzictwu i kulturze Europy Środkowej, wydawany od 2010 roku przez Międzynarodowe Centrum Kultury w Krakowie. Czasopismo ukazuje się w polskiej i angielskiej wersji językowej. 
W założeniu redaktora naczelnego magazyn ma być forum dyskusji na temat tożsamości, kultury, współczesności i przyszłości regionu. Skupia się na zagadnieniach związanych z miejscem i jego znaczeniami, przestrzenią i pamięcią, a także z szeroko pojętą geografią wyobraźni. Punktem wyjścia dla podejmowanych refleksji jest dziedzictwo Europy Środkowej, rozumiane jako wspólnota doświadczeń i jej złożona tożsamość kulturowa.